# Cintilômetro
O cintilômetro é um instrumento de precisão aplicado para reconhecer a quantidade e o tipo de radiação. É um instrumento de autor desconhecido e atualmente é útil nas indústrias geofísicas, nucleares e nos centros de pesquisa nuclear.

## Componentes do cintilômetro
| Componente                              | Função |
| --------------------------------------- | --- |
| Alça (Punho) de transporte              | Serve para o manuseio do cintilômetro e para facilitar a movimentação do instrumento. Transporta duas pilhas de 1,5V para a alimentação do circuito do circuito. |
| Botão de calibração ou de ajuste a zero | Utilizado para a calibração do instrumento. |
| Botão indicador de constante de tempo   | Indicador da constante de tempo (Seconds), marca entre um a quatro segundos para a aferição com mais precisão da leitura da intensidade. |
| Botão de escala                         | Com escala de 1,2,5,10,20,50 e 100, cada um para a leitura apropriada de uma faixa de radiação emitida. Para a leitura é sempre posicionada em uma fonte radioativa e com a faixa aplicada. Se a faixa for acima ou abaixo do limite do mostrador é feita a adequação de acordo com a instensidade dos dados indicados. |
| Botão de radiação interna ou externa    | Útil na amplificação da medição através do acoplamento de um sensor externo ao cintilômetro. Acima de três metros, é necessário o botão external meter e conectar a outro detector do cintilômetro. |
| Detector cintilador                     | Receptor da radiação e na conversão da cintilação. Contém uma sonda cintilante que é um cristal de Iodeto de sódio ativado com tálio, acoplada a uma válvula fotomultiplicadora. |
| Microamperímetro                        | É conectado ao circuito eletrônico. A partir do seu visor é possível mensurar e verificar a intensidade da radiação.A sua grandeza é dada pela contagem por segundo (cps). |
| Válvula fotomultiplicadora              | Conversor das cintilações para a energia elétrica.Após a amplificação dos sinais, ele é medido pelo microamperímetro. |
| Dados:                                  | |